# Zygmunt Gil
Zygmunt Gil – polski inżynier, prof. dr hab. nauk rolniczych, profesor Katedry Technologii Fermentacji i Zbóż Wydziału Biotechnologii i Nauk o Żywności Uniwersytetu Przyrodniczego we Wrocławiu i Katedry Żywienia Człowieka i Dietoterapii Filii Uniwersytetu Zielonogórskiego w Sulechowie.

## Życiorys
Obronił pracę doktorską, 28 kwietnia 1997 habilitował się na podstawie pracy zatytułowanej Wartość technologiczna odmian pszenżyta jarego w zależności od warunków środowiska. 17 maja 2006 nadano mu tytuł profesora w zakresie nauk rolniczych. Objął funkcję profesora nadzwyczajnego w Katedrze Technologii Owoców, Warzyw i Zbóż na Wydziale Biotechnologii i Nauk o Żywności Uniwersytetu Przyrodniczego we Wrocławiu, w Instytucie Zarządzania i Inżynierii Rolnej Państwowej Wyższej Szkoły Zawodowej w Sulechowie, oraz w Instytucie Nauk o Żywności i Agrotechniki Filii Uniwersytetu Zielonogórskiego w Sulechowie.
Piastuje stanowisko profesora Katedry Technologii Fermentacji i Zbóż Wydziału Biotechnologii i Nauk o Żywności Uniwersytetu Przyrodniczego we Wrocławiu i Katedry Żywienia Człowieka i Dietoterapii Filii Uniwersytetu Zielonogórskiego w Sulechowie.
Był kierownikiem w Katedrze Technologii Owoców, Warzyw i Zbóż na Wydziale Biotechnologii i Nauk o Żywności Uniwersytetu Przyrodniczego we Wrocławiu.